# Savvas Exouzidis
Savvas Exouzidis  (griechisch Σάββας Εξουζίδης; * 4. Dezember 1981 in Stuttgart) ist ein griechischer ehemaliger Fußballspieler.

## Karriere
Exouzidis begann seine Karriere beim TSV Korntal, wechselte aber früh zu den Stuttgarter Kickers und im Jahre 1998 in die A-Jugend des VfR Heilbronn. Im Sommer 2000 kam er zu einem Vertrag beim Oberliga Baden-Württemberg-Verein SpVgg 07 Ludwigsburg. Nachdem er in zwei Jahren zu 13 Spielen in der Oberliga Baden-Württemberg für SpVgg 07 Ludwigsburg gekommen ist, entschied er sich im Sommer 2002 zu einem Wechsel in die Zypriotische Division A zu Aris Limassol. Auf Zypern kam Exouzidis in seiner ersten Profi-Saison auf elf Spiele und machte dabei ein Tor, dies verhalf ihm zu einem Vertrag in seiner griechischen Heimat bei Poseidon Neon Poron. Er spielte aber in der Saison 2003/04 nur drei Spiele in der Beta Ethniki und wechselte 2004 in die Alpha Ethniki zu Panionios Athen. In Athen kam er zwischen 2004 und 2007 zu 57 Spielen und konnte zwei Tore erzielen, bis er im Juli 2007 zu RKC Waalwijk wechselte. In den Niederlanden kam er in allen Ligaspielen der Saison 2007/08 zum Einsatz und konnte dabei vier Tore verzeichnen. Im Sommer 2008 kehrte er jedoch den Niederlanden den Rücken und kehrte nach Griechenland zurück, wo er einen Vertrag bei Iraklis Thessaloniki unterschrieb. Wieder in Griechenland hatte er mit Verletzungen zu kämpfen und spielte 2008/09 lediglich drei Spiele in der Alpha Ethniki. Dies war der Anlass, dass er den Verein wieder verließ und zurück in die Beta Ethniki zu Pierikos Katerini ging. Nach einem Jahr erfolgte der Wechsel zum Ligarivalen Diagoras Rodos, wo er in elf Spielen in der Hinrunde der Saison 2010/11 zum Einsatz kam. Im Sommer 2011 erhielt er beim Schweizer Challenge-League-Klub FC Winterthur einen Vertrag. Ab Januar 2015 spielte er beim FC United Zürich. Ab Januar 2016 war er als Spielertrainer tätig. Anfang 2017 wechselte er in gleicher Funktion zur zweiten Mannschaft des FC Winterthur. Seit Juli 2017 ist er Spielertrainer beim FC Frauenfeld in der 2. Liga interregional.